# Második kunajtirai offenzíva
A 2. kunajtirai offenzívát a szíriai polgárháború alatt a szíriai felkelők indították, hogy elfoglalják a kormánynak a kormányzóságban meglévő erődítményeit:  Tall Ahmart, az ENSZ-hegyet, Madinat al-Baatht és Khan Arnabaht. A fő cél Nyugat-Ghouta kormányzati ostromának áttörése volt.

## Az offenzíva
Október 4-én két napnyi harc után a Szabad Szíriai Hadsereg felkelői elfoglalták Tall Ahmart. A hadművelet egyik vezetője a harcok alatt meghalt. A kormánypárti milicistákkal megerősített hadsereg ellentámadást indított a hegy visszaszerzéséért, de visszaverték őket.
Október 10-én az ENSZ-hegy a felkelők kezére került, így tovább haladhattak Tal Qaba’a bevétele felé. A hadsereg állítólag másnap visszafoglalta a hegyet. Két nappal később már Tall Ahmar is a hadsereg kezén volt, így a felkelők minden nyereségét visszafoglalták. A kormány Amal farmjainak térségében is újabb területeket szerzett meg. Miután két rakéta becsapódott a Golán-fennsík izraeliek által ellenőrzött részére, az Izraeli Védelmi Erők a szír hadsereg állásait lőtték.
Október 24-én a kormány visszafoglalta a 4. zászlóalj laktanyáját is, így már semmi sem maradt a felkelők kezén, amit a harcok alatt szereztek meg.

## Lásd még
- Kunajtirai offenzíva